# Јадранка Селец
Јадранка Селец (Београд, 9. октобар 1954) српска је филмска, телевизијска, позоришна и гласовна глумица.

## Биографија
Јадранка Селец рођена је 9. октобра 1954. године у Београду. Дипломирала је глуму 1977. године на Факултету драмских уметности у Београду у класи професора Миленка Маричића. Стални је члан ансамбла Београдског драмског позоришта од 1978. године. Такође се бавила и синхронизацијом анимираних и играних филмова и серија за студио Призор, Соло и Хепи ТВ као и за Ливаду продукцију.

## Филмографија
| Год.       | Назив                        | Улога               |
| ---------- | ---------------------------- | ------------------- |
| 1970-е     |                              |                     |
| 1975.      | Био један цар                |                     |
| 1976.      | Грлом у јагоде               |                     |
| 1977.      | Част ми је позвати вас       | Јадранка            |
| 1978.      | Недељом по подне             |                     |
| 1978.      | Доситејеве басне             |                     |
| 1978.      | Реч и слово                  |                     |
| 1978.      | Запамтите                    |                     |
| 1978.      | Шпански захтев               | Девојка             |
| 1978.      | Љубав у једанаестој          |                     |
| 1979.      | Осма офанзива                | Балерина            |
| 1979.      | Ланци                        | Спасенија           |
| 1979.      | Сећам се                     |                     |
| 1980-е     |                              |                     |
| 1981.      | Широко је лишће              | Јара                |
| 1981.      | Газија                       | Контеса             |
| 1981.      | Звезде које не тамне         |                     |
| 1982.      | Настојање                    | Есма                |
| 1983.      | Тимочка буна                 | Кристина            |
| 1985.      | И то ће проћи                | Бојана              |
| 1985.      | Будите исти за 20 година     |                     |
| 1986.      | Питам се, питам се...        |                     |
| 1990-е     |                              |                     |
| 1994.      | Магареће године              | Зорина мајка        |
| 2000-е     |                              |                     |
| 2001.      | Харолд и Мод                 |                     |
| 2004.      | Карађорђе и позориште        | Љубица              |
| 2009−2010. | Грех њене мајке              | Вера Миливојевић    |
| 2010-е     |                              |                     |
| 2010.      | Након што је петао запојао   | Монахиња Јелена     |
| 2012.      | Фолк                         | Живана              |
| 2013.      | Љубав долази касније         | Џогерка             |
| 2014.      | Излаз у случају опасности    | Гђа Ивановић        |
| 2014.      | Ургентни центар              | Кајина мајка Хелена |
| 2015.      | Пут ка небу                  |                     |
| 2015.      | Андрија и Анђелка            | Андријина бака      |
| 2016.      | Влажност                     | Петрова тетка       |
| 2017.      | Додир на бол                 |                     |
| 2017.      | Сенке над Балканом           | Вукица              |
| 2019.      | Шавови                       |                     |
| 2020-е     |                              |                     |
| 2020.      | Жигосани у рекету            | Бака                |
| 2020.      | Ургентни центар              | Госпођа Бранић      |
| 2021.      | Калкански кругови            | Здравка             |
| 2021.      | Игра судбине                 | Докторова удовица   |
| 2021−2022. | Коло среће                   | Персида Танасијевић |
| 2022.      | Ала је леп овај свет         | Комшиница           |
| 2022.      | Света Петка — Крст у пустињи | Петкина мајка       |
| 2022.      | Шетња с лавом                | Комшиница           |
| 2023-2024. | Закопане тајне               | Дада / Цана         |
| 2023.      | Мајка Мара                   | Анђелка             |

## Улоге у синхронизацијама
| Година     | Наслов                                   | Улога                                                        |
| ---------- | ---------------------------------------- | ------------------------------------------------------------ |
| 1996.      | Старла и небески јахачи (Призор)         | Фелон, Кејл, Моргана                                         |
| 1997.      | Денис враголан                           | разни ликови                                                 |
| 1997.      | Исповест (Дунав филм)                    | глас                                                         |
| 1999.      | Магичне авантуре Квазимода (Призор)      | Анђелика итд.                                                |
| 20??       | Вили — летећи џип                        | сви женски ликови                                            |
| 2002.      | Господин свирач                          | сви женски ликови (неке епизоде)                             |
| 2002.      | Казззкадери                              | Зази итд.                                                    |
| 2002.      | Морнар Попај (Хепи)                      | Олива итд.                                                   |
| 2002.      | Нова три спадала (Хепи)                  |                                                              |
| 2002.      | Чили Вили                                | Приповедачица итд.                                           |
| 2002.      | Легенда о Каламити Џејн                  | Каламити Џејн                                                |
| 2003.      | Магична кућица                           | већина женских ликова                                        |
| 2003-2004. | Пипи Дуга Чарапа (Призор)                |                                                              |
| 2004.      | Златокоса у зачараној шуми               | Златокоса итд.                                               |
| 2004.      | Мала сирена (Призор)                     | Морска вештица, принцеза Клариса итд.                        |
| 2005.      | Астерикс и 12 задатака (Призор)          | сви женски ликови                                            |
| 2005.      | Астерикс и велика битка                  | Импедимента, госпођа Геријатрикс итд.                        |
| 2005.      | Астерикс и Клеопатра (Призор)            | Клеопатра                                                    |
| 2005.      | Деда Мраз и три медведа (Призор)         | Nana                                                         |
| 2005-2010. | Симсала Грим                             | Доктор Кроки (сем у С1 Е2, 8 и С2 Е8, 10), разни ликови      |
| 2006.      | Алиса у земљи иза огледала               | Бела краљица, Црвена краљица, поштанске новине               |
| 2006.      | Астерикс и Викинзи                       | Аба, Импедимента, Викеа                                      |
| 2006.      | Бадње вече                               | Мама, Снежана, Пепељуга                                      |
| 2006.      | Брачне воде                              | Пеги Банди                                                   |
| 2006.      | Вили Фог: 20.000 миља под морем          | разни ликови                                                 |
| 2006.      | Вили Фог: Пут око света за 80 дана       | разни ликови                                                 |
| 2006.      | Вили Фог: Пут у средиште Земље           | разни ликови                                                 |
| 2006.      | Потрага за благом: Индијска царства      | Нарација                                                     |
| 2006.      | Замак на небу                            | Дола, Оками                                                  |
| 2006.      | Зачарани град                            | Јубаба, Зениба                                               |
| 2006.      | Кирику и дивље животиње                  | додатни гласови                                              |
| 2006.      | Ко је сместио Црвенкапи?                 | Бака Штапић, додатни гласови                                 |
| 2006.      | Краљевство мачака                        | Натору, Наоко Јошиока                                        |
| 2006.      | Круголина: Градски мишеви                | Госпођа Квочка, Хасанова мама                                |
| 2006.      | Круголина: Мали велики миш               | Хасанова мама, Озлемина бака итд.                            |
| 2006.      | Круголина: Мишеви и љубав                | Миле                                                         |
| 2006.      | Легенда о Парви                          | Лула, Парвина мајка                                          |
| 2006.      | Мој комшија Тоторо                       | Јасуко Кусакабе, Кантина бака                                |
| 2006.      | Мој мали пони: Весели рођендан           | Нана, Сунчани Бљесак                                         |
| 2006.      | Мој мали пони: Принцезина променада      | Тра-Ла-Ла итд.                                               |
| 2006.      | Мумије Инка                              | Нарација                                                     |
| 2006.      | Мушки свет                               | разни ликови                                                 |
| 2006.      | Небеска чудовишта                        | Нарација                                                     |
| 2006.      | Несаломиви против Ал Мацонеа             | Господин Нити, господин Вилсон, Дебора, Јуниор, Рита Мишворт |
| 2006.      | Откривена тајна Да Винчијевог кода       | Нарација                                                     |
| 2006.      | Пирамиде смрти                           | Нарација                                                     |
| 2006.      | Покемон: Судбина Деоксиса                | Макс, Ребека, Кетрин, Одри, Џеси итд.                        |
| 2006.      | Потрага за благом: Индијска царства      | Нарација                                                     |
| 2006.      | Спаркијев магични клавир                 | Мис Пикет, стјуардеса итд.                                   |
| 2006.      | Тајно оружје                             | Пеликан, Велика мама, Маја                                   |
| 2006.      | Тутанкамоново проклетство                | Нарација                                                     |
| 2006.      | Унутар Пентагона                         | Нарација                                                     |
| 2006.      | Фантађиро: Потрага за Куорумом           | Биљка жеља, Бела вила, Мама гуска, принцеза Керолајн         |
| 2006.      | Чупко: Божићна песма                     | Тетка Лил, Трикс, Санда, додатни гласови                     |
| 2006.      | Џек Фрост (Призор)                       | Мама, Холи                                                   |
| 2007.      | Велики добри џин (1989)                  | Краљица Елизабета Друга, госпођа Клонкерс                    |
| 2007.      | Жапчићи у акцији                         | Корњача                                                      |
| 2007.      | Нико                                     | Сара итд.                                                    |
| 2007.      | Пом Поко                                 | Ороку, Сасуке                                                |
| 2007.      | Трансформерси: Генерација 2              | додатни гласови                                              |
| 2009.      | Сунашце Бери                             | Дона, Беријева мама, додатни гласови                         |
| 2010.      | Алфа и Омега                             | Ева                                                          |
| 2010.      | Артур 3: Рат два света                   | Бака Дејзи                                                   |
| 2010.      | Елеонорина тајна                         | Мама, Елеонора, Зла вила                                     |
| 2010.      | Семи на путу око света                   | додатни гласови                                              |
| 2010.      | Чича мича (не)срећна је прича 2: Снежана | Црвенкапа, стара жена у ципели, мајка Леди Вејн итд.         |
| 2011.      | Мачка у Паризу                           | Клодин                                                       |
| 2012.      | Играчке са тавана                        | Госпођа Немечкова                                            |
| 2012.      | Пупијева потрага                         | Мирта итд.                                                   |
| 2012.      | Семијева велика авантура 2               | Шели, додатни гласови                                        |
| 2013.      | Кумба                                    | Нора, додатни гласови                                        |
| 2013.      | Мала велика панда                        | Госпођа Ченг итд.                                            |
| 2013.      | Тед — изгубљени пустолов                 | Бака, Мелинда, стјуардеса                                    |
| 2014.      | Меда Падингтон                           | Тетка Луси, додатни гласови                                  |
| 2014.      | Спасавање Деда Мраза                     | Вера Бедингтон                                               |
| 2014.      | Џастин и храбри витезови                 | Краљица                                                      |
| 2015.      | Зашто (ни)сам појео свог тату            | додатни гласови                                              |
| 2016.      | Храбри петао                             | Бака, Мама Галина                                            |
| 2017.      | Коко                                     | додатни гласови                                              |
| 2019.      | Породица Адамс (2019)                    | Тетка Слум                                                   |
| 2022.      | Баз Светлосни                            | Дарби Стил                                                   |
| 2024.      | Кунг-фу панда 4                          | Бакица Вепрић                                                |